# Musculus intertransversarius lateralis lumborum
A musculus intertransversarius lateralis lumborum egy apró izomcsoport az ember csigolyái között.

## Eredés, tapadás, elhelyezkedés
Az ágyéki csigolyák processus transversus vertebrae-ről erednek és a felettünk levő processus transversus vertebrae-én tapadnak.

## Funkció
A gerinc hajlítása.

## Beidegzés
A ramus anterior nervi spinalis és a ramus posterior nervi spinalis idegzik be.

## Külső hivatkozások
- Kép, leírás